# Symmetrodonta
Symmetrodonta — парафілетична група мезозойських ссавців, яка раніше розглядалась у ранзі ряду. Відмітною ознакою групи є особливої трикутної форми моляри. Мешкали з кінця тріасового періоду до кінця крейдяного періоду. Більшість дослідників у 21 столітті дійшли висновку, що вони не являють собою окрему монофілетичну групу. Тим не менш, назва «Symmetrodonta» досі неформально використовується деякими дослідниками для зручності.